# عبد السلام حاج عمر
عبد السلام عمر هدليي ( (بالصومالية: Cabdisalaan Cumar Hadliye)‏ خبير اقتصادي وسياسي صومالي. شغل سابقًا منصب رئيس موظفي المكتب التنفيذي لرئيس بلدية مقاطعة كولومبيا في الولايات المتحدة، ومدير برنامج الخدمات المالية والحوكمة التابع لبرنامج الأمم المتحدة الإنمائي في الصومال، ورئيس إدارة الأعمال في مدارس مقاطعة كولومبيا العامة، كما شغل منصب محافظ البنك المركزي الصومالي في عام 2013، ومنصب وزير خارجية الصومال في الفترة ما بين 27 فبراير 2015 و29 مارس 2017.

## الحياة الشخصية
تنحدر عائلة عبد السلام حاج عمر من منطقة أودال الشمالية الغربية في أرض الصومال .
في سن ال 16 ، انتقل عبد السلام إلى الولايات المتحدة،  لإكمال التعليم العالي، درس في كلية بوسطن، حيث حصل على بكالوريوس العلوم الاقتصادية عام 1977. بعدها بأربع سنوات، حصل على الماجستير في الإدارة العامة من جامعة ولاية أوكلاهوما.
برع عبدالسلام بعد ذلك في تدريس السياسة الأمريكية والإدارة العامة وشؤون الموظفين والميزانية وتقييم البرامج للطلاب الجامعيين في جامعة تينيسي، في الأثناء، حصل على درجة الدكتوراه. في الإدارة العامة من الجامعة نفسها عام 1986.
يحمل عبد السلام حاج عمر الجنسيتين الصومالية والأمريكية.

## حياته المهنية
في عام 1987، عمل عمر كباحث مشارك مع ACRC Systems ومقرها في مدينة نيويورك، ثم انتقل إلى واشنطن العاصمة في عام 1989، حيث عمل مستشارًا للطلاب الدوليين في قضايا الهجرة والتجنس في جامعة ساوث إيسترن، انضم بعد ذلك إلى مشاريع تحسين رأس المال في مقاطعة برينس ويليام، حيث عمل لأكثر من ثلاث سنوات كمحلل للإدارة والميزانية، كما عمل مستشارًا في التمويل الدولي لمنطقة إفريقيا بالبنك الدولي لفترة قصيرة.

### مقاطعة كولومبيا
في عام 1992، بدأ عبد السلام حاج عمر العمل كمحلل ميزانية للسلامة العامة والتعليم في مكتب الميزانية في واشنطن العاصمة. أصبح لاحقًا رئيس طاقم التعليم العام في مكتب المدير المالي، ثم منصب المدير المالي لمدارس مقاطعة كولومبيا العامة بعد أغسطس 1996.
في مايو 1997، عُيِّن عبد السلام نائبا للمدير المالي لبلدية واشنطن العاصمة. وشملت واجباته فيها إدارة ميزانية سنوية قدرها 2 مليار دولار بالإضافة إلى ميزانية تشغيلية تبلغ 6 مليارات دولار. كما صاغ تحليلاً شاملاً للسياسات والميزانيات، وشكلًا متقدمًا وإصلاحات عملية، وحقق ميزانيات متوازنة لثلاث سنوات متتالية.
في أبريل 1999، تم تعيين عمر رئيسًا لموظفي البلدية، وأشرف على 75 من كبار الموظفين في المكتب التنفيذي للعمدة، وأشرف على أكثر من 28000 موظف. كما قدم التوجيه والدعم لمديري الوكالات ونواب رؤساء البلديات، وحافظ على العلاقات السياسية مع الكونغرس والمجلس، وطمأن الناخبين المحليين كما شكل حلقة وصل بينهم وبين البلدية، كما شملت واجباته التصريح لوسائل الإعلام الوطنية، بالإضافة إلى ذلك نجح في تطوير معايير الأداء، والتخطيط الاستراتيجي، والجوانب الأخرى للسياسة العامة في مقاطعة كولومبيا.

### البنك الدولي وبرنامج الأمم المتحدة الإنمائي
من عام 2001 إلى عام 2002، عمل عبد السلام كخبير استشاري في الشؤون المالية للبلديات في مجموعة منطقة شرق آسيا والمحيط الهادئ التابعة للبنك الدولي. وقام بتدريب السلطات البلدية في شنغهاي على قضايا السندات.
بين عامي 2002 و2006، عمل كرئيس لبرنامج الحوكمة والخدمات المالية التابع لبرنامج الأمم المتحدة الإنمائي في منطقتي ولاية بونتلاند الصومالية وأرض الصومال المتمتعة بالحكم الذاتي في شمال الصومال،  واشتمل البرنامج على تدريب في تحصيل الضرائب، والميزانية الحكومية والإدارة المالية، وتخصيص إدارة الأراضي وإنشاء وحدات التخطيط والتصميم الحضريين مقابل مدن مختارة بالاشتراك مع برنامج الأمم المتحدة للمستوطنات البشرية. بالإضافة إلى ذلك، أسس أول مشروع لبرنامج الأمم المتحدة الإنمائي لدعم أعمال تحويل الأموال،  وهدفت المبادرة إلى دعم نمو القطاع الخاص المحلي. كما قدم الاستشارات الاقتصادية للحكومة الصومالية، ودرب أكثر من 100 محلل مالي من خلال برنامج LICUS التابع للأمم المتحدة / البنك الدولي. بجانب ذلك عمل على إنشاء معهد جديد للإدارة العامة،  وفي الوقت نفسه، ساعد في إنشاء برامج تدريبية لجامعة سيمد في مقديشو.

### كبير مسؤولي مدارس مقاطعة كولومبيا العامة
في فبراير 2007، تم تعيين عبد السلام حاج عمر في منصب كبير مسؤولي الأعمال في مدارس مقاطعة كولومبيا العامة (DCPS)، ونجح في تعزيز التخطيط الاستراتيجي وأشرف على شبكة خدمات الدعم، والتي تضمنت إدارة المرافق، ونظم المعلومات، والمشتريات، والأمن، والخدمات الغذائية، وإدارة الممتلكات العقارية.
مع ثلاثة عقود من الخبرة في المجال الاقتصادي، يتخصص عبد السلام حاج عمر في التخطيط المالي والاستراتيجي، والحوكمة الاقتصادية، وإصلاح القطاع العام.

### البنك المركزي الصومالي
في 17 يناير 2013، تم تعيين عبد السلام حاج عمر محافظًا للبنك المركزي الصومالي من قبل الرئيس الصومالي حسن شيخ محمود، وشملت واجباته إعادة هيكلة السلطة النقدية.
بهدف تسهيل مهمة إعادة الإعمار والتنمية بعد الحرب الأهلية، أعلن عبد السلام حاج عمر في مايو 2013 أن البنك المركزي سيستبدل التراخيص المؤقتة التي يصدرها للبنوك التجارية بتراخيص رسمية بحلول نهاية العام، وتهدف التراخيص المؤقتة إلى تعريف البنوك التجارية باللوائح المصرفية العامة، بما في ذلك قواعد مكافحة غسيل الأموال، التي يجب الالتزام بها بمجرد إصدار التراخيص الكاملة. وبحسب ما ورد، فإن العديد من البنوك الأجنبية مهتمة بالفعل بالحصول على التصاريح.
من أجل صنع سياسات مستقبلية لتعزيز النظام الاقتصادي، أشار عبد السلام أيضًا إلى أن البنك المركزي كان يجمع البيانات للتأكد من مستويات الأسعار وغيرها من المؤشرات المتعلقة بالاقتصاد غير الرسمي المتنامي.
بالإضافة إلى ذلك، أعلن عبد السلام أن الحكومة الصومالية تخطط لإطلاق عملة جديدة لتحل محل الشلن الصومالي، وتعززت قوة الشلن بنحو 80٪ بعد طرد المتمردين من مقديشو بشكل كامل في عام 2011، رغم ذلك، كان هناك نقص في المعروض منذ أن طُبع الشلن الصومالي آخر مرة قبل عام 1991. ومن المتوقع أن يقدم صندوق النقد الدولي الدعم في هذا المسعى، حيث اعترف رسميًا بالحكومة الصومالية في أبريل 2013.
في يوليو 2013، زعمت مجموعة المراقبة التابعة للأمم المتحدة بشأن الصومال وإريتريا (SEMG) أن 80 % من عمليات السحب من البنك المركزي الصومالي تمت لأغراض خاصة، مع الإقرار بأن الحكومة الفيدرالية الجديدة قد أتاحت فرصة للتغيير.
و ادعت اللجنة أيضًا أن البنك يعمل كنظام رعاية للمسؤولين الحكوميين. كما زعم التقرير أن محافظ البنك المركزي عبد السلام حاج عمر كان في قلب المخالفات المزعومة، بحجة أنه اتخذ جميع القرارات المصرفية في غياب مجلس إدارة وأن البنك لم يكن خاضعًا للهيئة التشريعية أو مؤسسات الرقابة الحكومية.
من جهته وصف عبد السلام حاج عمر الاتهامات بأنها محاولة لتشويه سمعة المؤسسات المالية الناشئة في البلاد وشخصيته كمحافظ للبنك المركزي، ودعا إلى التدقيق من قبل منظمة الشفافية الدولية، بالإضافة إلى ذلك، أشار إلى أن معظم الأموال التي زعمت اللجنة أنها مفقودة كانت مُودعة في حساب وزارة المالية في البنك المركزي، بينما تم إيداع الباقي في حساب أنشأه رئيس وزراء سابق للعلاقات الإقليمية، ووفقًا لعبد السلام، فقد تم إجراء الودائع المصرفية بمساعدة وتوقيعات ممثلي شركة برايس ووترهاوس كوبرز (PWC).
بدوره وأصدر مكتب الرئيس الصومالي في وقت متزامن بيانا رفض فيه المزاعم، مشيرا إلى أن المخالفات تعود إلى فترة سابقة.
بعد ذلك استعانت السلطات الصومالية بمحاسبين جنائيين من شركة FTI Consulting، Inc. وفريق قانوني من شركة Shulman، Rogers، Gandal، Pordy & Ecker، PA الأمريكية للتحقيق في الاتهامات.
في سبتمبر 2013، أعلنت الحكومة الفيدرالية الصومالية أن المدققين خلصوا إلى أن منهجية واستنتاجات الملحق 5.2 لتقرير مجموعة المراقبة التابعة للأمم المتحدة بشأن الصومال وإريتريا والمعروفة اختصارا بــ "SEMG" كانت "معيبة للغاية وغير موثوقة على الإطلاق".
بناءً على ذلك، أوصت شركات التدقيق بإزالة تقرير "SEMG" الذي يحتوي على مزاعم فساد، كما طالبوا بأن يعاقب مجلس الأمن التابع للأمم المتحدة علنًا مجموعة SEMG لفشلها في الالتزام بمعايير تقصي الحقائق الداخلية للأمم المتحدة وتطبيقها.
وصرّح عبد السلام حاج عمر في مقابلة "خلال الفترة التي يزعمون فيها أن الأموال مفقودة ، لم أكن محافظا ولم أكن جزءا من الحكومة".
في 13 سبتمبر 2013 استقال عبد السلام من منصب محافظ البنك المركزي الصومالي بعد ساعات قليلة من تسلمه رسالة من فيلا الصومال مفادها إجراء تغييرات في المؤسسة. وخلفه في هذا المنصب يسر أبرار، وهي أول امرأة يتم تعيينها محافظاً للبنك المركزي.

### وزير خارجية الصومال

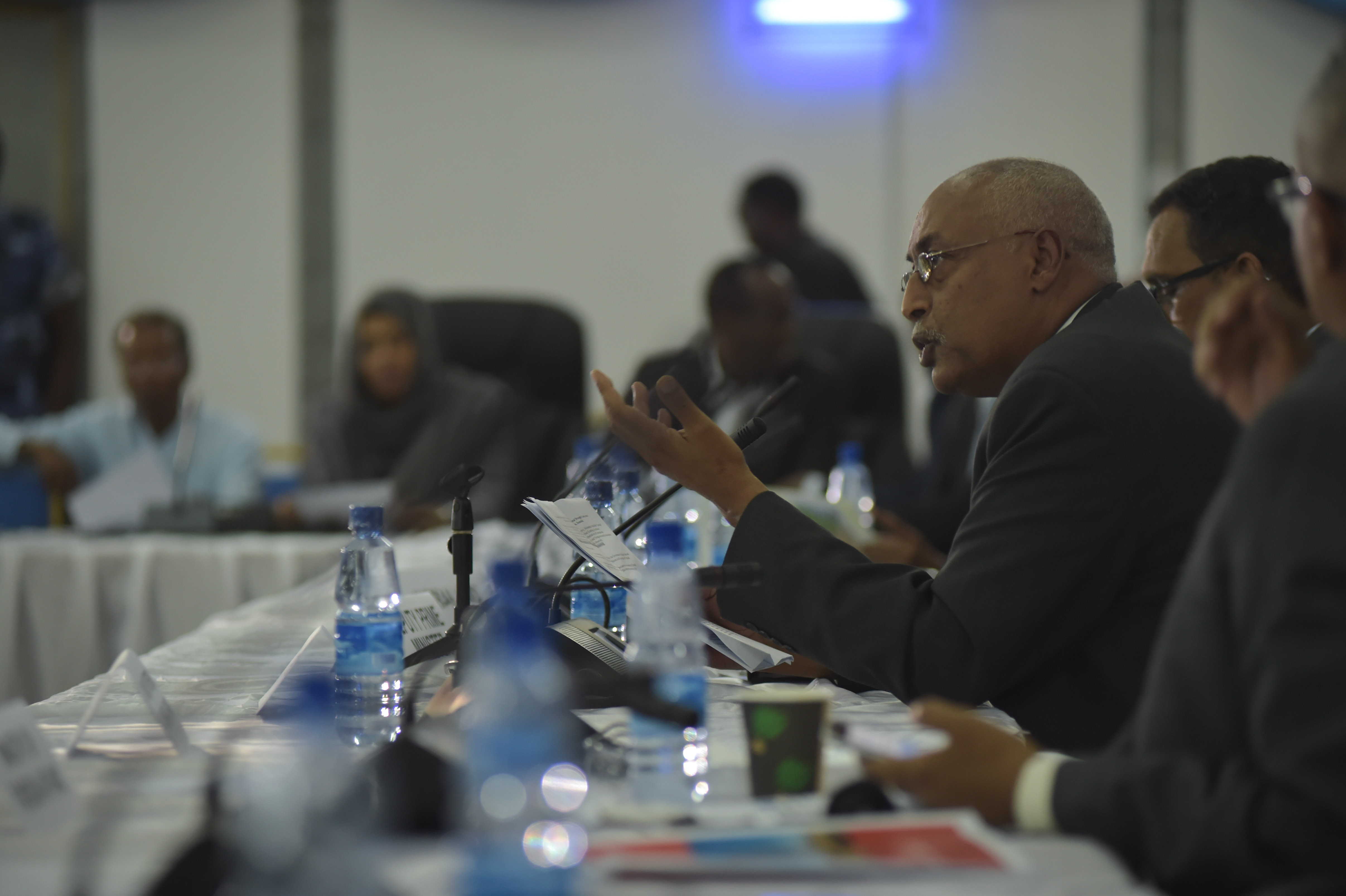
وزير الخارجية هدليي في مؤتمر مع الشركاء الدوليين للصومال في عام 2017

#### التعيين
في 27 يناير 2015 تم تعيين عبد السلام حاج عمر عمر في منصب وزير خارجية الصومال من قبل رئيس الوزراء المعين حديثا عمر عبد الرشيد علي شرماركي . خلفا للوزير عبد الرحمن دعالي بيلي . في 14 فبراير تسلم مهام منصبه بشكل رسمي في مناسبة تنصيب عُقدت في مجمع وزارة الخارجية في مقديشو بعد أدائه اليمين الدستورية .

#### التعاون الثنائي بين الصومال وجيبوتي
في فبراير 2015، التقى وزير الخارجية عبد السلام حاج عمر سفير جيبوتي لدى الصومال طيب دوباد روبلى في مكتبه في مقديشو. كما حضر الاجتماع مديرو وزارات الخارجية ومندوبو جيبوتي. وناقش المسؤولان سبل تعزيز التعاون الثنائي ولا سيما كتيبة القوات المسلحة الجيبوتية داخل بعثة الاتحاد الأفريقي، والتي كانت متمركزة في بلدوين وأجزاء أخرى من ولاية هيران، كما أشاد عمر بدعم الحكومة الجيبوتية للصومال سياسيا وعسكريا.

#### قمة وزراء الخارجية العرب
في مارس 2015، سافر وزير الخارجية عمر إلى العاصمة المصرية القاهرة لحضور قمة وزراء الخارجية العرب، واجتمع هناك مع نظرائه لبحث العلاقات الثنائية بين الصومال ودول الجامعة العربية الأخرى، وركز المؤتمر على الوضع السياسي في الصومال وليبيا واليمن وسوريا وفلسطين،  واتفق عبد السلام مع وزراء الخارجية العرب الآخرين في الاجتماع على مشروع قرار بإنشاء قوة عسكرية مشتركة بتنسيق من مجلس الدفاع المشترك التابع لجامعة الدول العربية، وأعقب ذلك في أواخر مارس قمة أخرى لرؤساء الدول العربية.

#### الاتفاق الثلاثي بين الصومال وجيبوتي وإثيوبيا
في مارس 2015 التقى عبد السلام بكبار المسؤولين الحكوميين في جيبوتي، ووقع هنا اتفاقية ثلاثية تنص على أن تعزز حكومات الصومال وجيبوتي وإثيوبيا دعمها للعمليات الأمنية التي تقودها الحكومة الفيدرالية الصومالية ضد حركة الشباب الإرهابية، وكانت الزيارة الرسمية الأولى لعبدالسلام كوزير للخارجية.

#### التعاون الثنائي بين الصومال وقطر
في مارس 2015 كان عبد السلام جزءًا من وفد الحكومة الفيدرالية الصومالية إلى الدوحة، حيث قاد رئيس الوزراء عمر عبد الرشيد علي شرماركي المحادثات مع رئيس وزراء قطر عبد الله بن ناصر بن خليفة آل ثاني، وضم الوفد الحكومي وزير التخطيط والتعاون الدولي عبد الرحمن يوسف حسين عينت ووزير الصحة حواء حسن محمد ووزير النقل والطيران علي أحمد جامع وسفير الصومال لدى قطر عمر إدريس، وركز الاجتماع على تعزيز علاقات الاستثمار والتجارة والحوكمة بين المنطقتين، مع التركيز على مبادرات الاستقرار، واختتمت باتفاقية تعاون موقعة في قطاعي الطيران المدني والتعليم. وبحسب رئيس الوزراء الصومالي شارماركيفإن المعاهدة تهدف إلى تسريع عملية إعادة الإعمار والتنمية الجارية في الصومال ودعم خلق فرص العمل المحلية، ومن بين بنود الاتفاقية، أن تبدأ الخطوط الجوية القطرية تسيير رحلاتها إلى مطار آدم عبد الله الدولي في العاصمة الصومالية مقديشو.

#### التعاون الثنائي بين الصومال والإمارات
في مارس 2015 التقى عبد السلام بوزير خارجية دولة الإمارات العربية المتحدة عبد الله بن زايد آل نهيان في مكتبه بالعاصمة أبو ظبي، وناقش المسؤولان سبل تعزيز العلاقات الثنائية بين البلدين، بما في ذلك تعزيز التعاون في قطاع الأمن، كما نوقش في الاجتما عدد من الملفات الأخرى، وجرى تقييم المشاريع المشتركة الجارية وناقشوا الوضع السياسي في الصومال. وأشاد عبد السلام بالحكومة الإماراتية على مبادراتها التنموية المختلفة في الصومال، وأشاد بالتزام دولة الإمارات بعملية إعادة الإعمار فيها.

#### القمة العربية السادسة والعشرون
في مارس 2015 كان عبد السلام جزءًا من وفد الحكومة الفيدرالية الصومالية بقيادة الرئيس حسن شيخ محمود والذي حضر القمة العربية السادسة والعشرون في شرم الشيخ بجمهورية مصر العربية. وكان في استقبال المندوبين بالمطار المحلي الرئيس المصري عبد الفتاح السيسي وممثلو جامعة الدول العربية. وكان ععبد السام حاج عم قد أعرب قبل فترة وجيزة من انعقاد القمة عن دعمه للتدخل العسكري بقيادة السعودية في اليمن ضد المتمردين الحوثيين، واستجابة لدعوة من الرئيس اليمني عبد ربه منصور هادي لتعاون جامعة الدول العربية في استقرار الوضع، أكد الوزير عبد السلام والرئيس الصومالي حسن شيخ محمود دعم الصومال لشرعية الحكومة اليمنية الحالية وجهودها في مكافحة الإرهاب. كما أكد عبد السلام رسميًا أن الحكومة الفيدرالية الصومالية سمحت للقوات التي تقودها السعودية باستخدام المجال الجوي الصومالي ومياهها الإقليمية وأرضها في جهود مكافحة التمرد في اليمن. وجاءت الموافقة بعد أن قامت الصومال بفتح مجالها الجوي للدول العربية في الخليج العربي، حيث منحتها الحرية لاستخدام الجالي الجوي ومطارات بوساسو في الشمال الشرقي وبربرة في الشمال الغربي بسبب قربها من اليمن.

#### التعاون الثنائي بين الصومال والصين
في أبريل 2015 التقى عبد السلام في مقديشو مع السفير الصيني في الصومال وي هونغتيان لمناقشة العلاقات بين البلدين، واختتم الاجتماع باتفاقية ثنائية موقعة تعزز العلاقات الدبلوماسية والتعاون، وضمت شروط المعاهدة تخصيص 13 مليون دولار من الأموال الصينية لمبادرات إعادة الإعمار والتنمية في قطاعات الاقتصاد والصحة والتعليم والبنية التحتية في الصومال، ووفقًا للسفير وي هونغ تيان فإن من المقرر أن تواصل السلطات الصينية دعمها لجهود الحكومة الصومالية لتحقيق الاستقرار.
وأشاد الوزير عبد السلام بالحكومة الصينية لتعاونها المستمر.

#### التعديل الوزاري
في أبريل 2015 عقد مجلس الوزراء الفيدرالي الصومالي اجتماعًا تم فيه الإعلان عن تعديلات وزارية، وجاء القرار بناء على توصية وزارة الخارجية التي اقترحت تعديل مناصب السفراء. وكان من بين المسؤولين المعينين حديثًا وزير الإعلام السابق طاهر محمود جيلي سفيراً للصومال لدى المملكة العربية السعودية، والدبلوماسي البارز في سفارة واشنطن جمال محمد حسن سفيراً للصومال في كينيا، وجمال محمد برّو سفيراً للصومال في جنوب إفريقيا. كما تم تعيين فاطمة عبد الله سفيرة للصومال لدى الولايات المتحدة، لتكون أول سيدة تتولى هذا المنصب، بينما احتفظت خديجة محمد المخزومي بمنصبها كسفيرة للصومال لدى العراق، وأشار مجلس الوزراء إلى أنه من المقرر أن تقوم الحكومة بتجديد سفارتها في فرنسا، وإعادة فتح سفاراتها في ألمانيا وماليزيا وبوروندي.

#### التعاون الثنائي بين الصومال وأوغندا
في أبريل 2015 التقى عبد السلام برفقة مسؤولين آخرين في وزارة الخارجية مع القائم بأعمال سفير أوغندا لدى الصومال، ناثان موغيشا، في مقر الوزارة في مقديشو. وتطرق المسؤولون إلى مختلف القضايا الثنائية والمشتركة بين البلدين ، بما في ذلك الوحدة العسكرية الأوغندية داخل بعثة الاتحاد الأفريقي. كما أطلع عبد السلام المبعوث على سير عملية إعادة الإعمار والتنمية في الصومال، مشيرا إلى أن البلاد تشهد تطورا.

#### شركات الحوالات الصومالية
في أبريل 2015 التقى عبد السلام في العاصمة الكينية نيروبي بوزيرة خارجية كينيا أمينة محمد لمناقشة المصالح التجارية الصومالية في البلاد. وتطرق المسؤولون إلى تعليق ترخيص 13 شركة تحويل مملوكة لرجال أعمال صوماليين في وقت سابق، وهو ما فرضته الحكومة الكينية في أعقاب هجوم كلية جامعة غاريسا. وأشار الوزير عبد السلام إلى أن شركات تحويل الأموال التي تم تعليقها يديرها دافعو الضرائب المواطنين في كينيا، وبالتالي فإن المرسوم الحكومي سيؤثر بشكل مباشر على المجتمع الصومالي المحلي. كما أشار إلى أن الشركات قدمت خدمات تحويل الأموال لأفراد من عدة دول مختلفة. بالإضافة إلى ذلك، أشار عبد السلام إلى أنه اتفق مع الوزيرة أمينة في هذا الملف، مؤكدا أنها تعهدت بأن تعيد السلطات في كينيا النظر في قرارها.

#### التعاون الثنائي بين الصومال والولايات المتحدة
في أبريل 2015 التقى عبد السلام بوفد من مجلس الشيوخ الأمريكي والكونغرس الأمريكي أثناء زيارة في نيروبي، وناقش المسؤولون مختلف القضايا الثنائية بين البلدين، وشملت النقاشات سير عملية مكافحة الإرهاب في الصومال والحرب على حركة الشباب الإرهابية، وتسهيل إجلاء المغتربين الصوماليين في اليمن بسبب الصراع الحوثي والتجارة والاستثمار. كما أطلع عبد السلام المشرعين الأمريكيين على التقدم الاجتماعي والسياسي في الصومال، بالإضافة إلى خارطة طريق رؤية 2016.

#### التعاون الثنائي بين الصومال والأمم المتحدة
في أبريل 2015 التقى عبد السلام برئيس الجمعية العامة للأمم المتحدة سام كوتيسا. وأطلع وزير الخارجية الأمين العام للأمم المتحدة على الوضع الاجتماعي والسياسي وعملية إعادة الإعمار والتنمية الجارية في الصومال، كما أشاد بجهود الأمم المتحدة ودعمها مبادرات السلام المحلية، بالإضافة إلى ذلك، سلط الضوء على التقدم المحرز في مجال بناء الدولة، كما أكد على تركيز إدارته على القطاعات السياسية والاقتصادية والأمنية.
بدوره أكد كوتيسا على التزام الجمعية العامة بعملية السلام والتعمير والتنمية.

#### التعاون الثنائي بين الصومال وقطر
في مايو 2015 التقى عبد السلام والرئيس الصومالي حسن شيخ محمود ورئيس الوزراء عمر عبد الرشيد علي شرماركي في فيلا الصومال في مقديشو بوفد حكومي قطري رفيع المستوى برئاسة وزير الخارجية القطري خالد بن محمد العطية. وتطرق المسؤولون إلى مختلف الملفات المشتركة وسبل تعزيز العلاقات الثنائية، بما في ذلك القطاعات الأمنية والتعليمية كما ناقش المسؤولون ملف الحرب في اليمن. بالإضافة إلى ذلك، أكد وزير الخارجية القطري خالد بن محمد العطية دعم إدارته لجهود إعادة الإعمار التي تبذلها الحكومة الصومالية. كما أشار إلى أن الحكومة القطرية تستثمر في الصومال بالنظر إلى وفرة الموارد الطبيعية للبلاد وفرص الاستثمار الأخرى. وأشاد عبد السلام بالقيادة القطرية على دعمها لمبادرات الأمن والاستقرار في الصومال.

## الجوائز
في عام 2001، حصل عبد السلام حاج عمر على جائزة "Hats Off" الثالثة من قبل الرابطة الوطنية لاستعادة الفخر بالعاصمة الأمريكية (NARPAC) لمساهماته في الحكم الرشيد في مقاطعة كولومبيا بالولايات المتحدة.

## المنشورات
- عبد السلام عمر وجينا الكوري ، "التنظيم والإشراف في فراغ: قصة قطاع الحوالات الصومالية" ، تنمية المشروعات الصغيرة ، المجلد. 15 ، رقم 1 (2004)
- عبد السلام عمر ، دعم الأنظمة والإجراءات من أجل التنظيم الفعال ومراقبة شركات الحوالات الصومالية (الحوالة) ، برنامج الأمم المتحدة الإنمائي (2002)
- عبد السلام عمر ، نحو فهم البيروقراطية الصومالية ، جامعة تينيسي (1986)

## عضوية مهنية
- رابطة منظمي تحويل الأموال [42]

## روابط خارجية
| المناصب السياسية وزير خارجية الصومال | المناصب السياسية وزير خارجية الصومال | المناصب السياسية وزير خارجية الصومال |
| ------------------------------------ | ------------------------------------ | ------------------------------------ |
| سبقه عبد الرحمن دعالى بايلى          | ' 27 يناير 2015 - 29 مارس 2017       | تبعه يوسف جراد عمر                   |